# Matti Binder
Matti Binder (* 2. Oktober 1998 in Berlin) ist ein deutscher Volleyball- und Beachvolleyballspieler.

## Karriere Halle
Binder spielte in seiner Jugend  Volleyball beim Berliner TSC. Von 2015 bis 2018 spielte der Mittelblocker beim VC Olympia Berlin in der Ersten und Zweiten Bundesliga sowie in der deutschen Junioren-Nationalmannschaft. Mit einem Zweitspielrecht stand er 2017/18 auch im Kader des deutschen Meisters Berlin Recycling Volleys. Seit 2018 spielt Binder für den SV Lindow-Gransee in der 2. Bundesliga Nord und gewann hier 2018/19 die Vizemeisterschaft.

## Karriere Beach
Binder spielt auch Beachvolleyball. Von 2013 bis 2017 war er zusammen mit Vincent Freytag auf verschiedenen Jugendmeisterschaften und anderen nationalen Turnieren aktiv. 2018 war Maximilian Fromm sein Partner. 2019 spielte Binder mit verschiedenen Partnern, wobei er mit Eric Stadie in Dresden und mit Lucas Mäurer in Zinnowitz jeweils das Halbfinale der Techniker Beach Tour erreichte.